# Utricularia vitellina
Utricularia vitellina är en tätörtsväxtart som beskrevs av Ridley. Utricularia vitellina ingår i släktet bläddror, och familjen tätörtsväxter. Inga underarter finns listade i Catalogue of Life.